# Live Shit: Binge & Purge
A Live Shit: Binge & Purge a Metallica koncertlemeze, melyet 1993-ban adtak ki. Az eredeti kiadás 3 cd-t, és három videókazettát tartalmazott, de kiadták 2 DVD-vel is a kazetták helyett. Egy San Diegó-i, egy Seattle-i, és egy mexikóvárosi koncertfelvétel található a DVD-ken.

## Számlista
CD 1
1. Enter Sandman (Hammett, Hetfield, Ulrich) – 7:27
2. Creeping Death (Burton, Hammett, Hetfield, Ulrich) – 7:28
3. Harvester of Sorrow (Hetfield, Ulrich) – 7:18
4. Welcome Home (Sanitarium) (Hammett, Hetfield, Ulrich) – 6:39
5. Sad But True (Hetfield, Ulrich) – 6:07
6. Of Wolf and Man (Hammett, Hetfield, Ulrich) – 6:22
7. The Unforgiven (Hammett, Hetfield, Ulrich) – 6:48
8. Justice egyveleg (Hammett, Hetfield, Newsted, Ulrich) – 9:38
  - Eye of the Beholder
  - Blackened
  - The Frayed Ends of Sanity
  - …And Justice for All
9. Szólók (basszusgitár/gitár) – 18:48

CD 2
1. Through the Never (Hammett, Hetfield, Ulrich) – 3:46
2. For Whom the Bell Tolls (Burton, Hetfield, Ulrich) – 5:48
3. Fade to Black (Burton, Hammett, Hetfield, Ulrich) – 7:12
4. Master of Puppets (Burton, Hammett, Hetfield, Ulrich) – 4:35
5. Seek and Destroy (Hetfield, Ulrich) – 18:08
6. Whiplash (Hetfield, Ulrich) – 5:33

CD 3
1. Nothing Else Matters (Hetfield, Ulrich) – 6:21
2. Wherever I May Roam (Hetfield, Ulrich) – 6:32
3. Am I Evil? (Harris, Tatler) – 5:41
4. Last Caress (Danzig) – 1:24
5. One (Hetfield, Ulrich) – 10:27
6. So What (Anti-Nowhere League)/Battery (Hetfield, Ulrich) – 10:04
7. The Four Horsemen (Hetfield, Mustaine, Ulrich) – 6:07
8. Motorbreath (Hetfield) – 3:14
9. Stone Cold Crazy (Deacon, May, Mercury, Taylor) – 5:32

VHS/DVD 1 – San Diego '92
1. Enter Sandman
2. Creeping Death
3. Harvester of Sorrow
4. Welcome Home (Sanitarium)
5. Sad But True
6. Wherever I May Roam
7. Through the Never
8. The Unforgiven
9. Justice egyveleg
  - Eye of the Beholder
  - Blackened
  - The Frayed Ends of Sanity
  - …And Justice for All
10. The Four Horsemen
11. For Whom the Bell Tolls
12. Fade to Black
13. Whiplash
14. Master of Puppets
15. Seek & Destroy
16. One
17. Last Caress
18. Am I Evil
19. Battery
20. Stone Cold Crazy

VHS/DVD 2 – Seattle '89
1. Blackened
2. For Whom the Bell Tolls
3. Welcome Home (Sanitarium)
4. Harvester of Sorrow
5. The Four Horsemen
6. The Thing that Should Not Be
7. Master of Puppets
8. Fade to Black
9. Seek & Destroy
10. …And Justice for All
11. One
12. Creeping Death
13. Battery
14. Last Caress
15. Am I Evil
16. Whiplash
17. Breadfan

## Tagok
- James Hetfield – gitár, ének
- Lars Ulrich – dob
- Kirk Hammett – szólógitár
- Jason Newsted – basszusgitár